# San Juan de San Lorenzo
San Juan de San Lorenzo es un caserío peruano ubicado en el distrito de Lalaquiz, perteneciente a la provincia de Huancabamba del departamento de Piura, al norte del Perú. 

## Ubicación
San Juan de San Lorenzo se ubica al noroeste de la provincia de Huancabamba, en el distrito de Lalaquiz, en el departamento de Piura.

## Demografía
En 2017 San Juan de San Lorenzo tenía una población de 63 habitantes.
| Gráfica de evolución demográfica de San Juan de San Lorenzo entre 1993 y 2017 |
|                                                                               |
| Fuentes: Población 1993 y 2017                                                |